# Winged Creatures
Winged Creatures ou Fragments (título em DVD) (bra: O Efeito da Fúria) é um filme americano de 2009 dirigido por Rowan Woods. Teve sua estreia no LA Film Festival 2008. Foi lançado em DVD pela Sony Pictures Worldwide Acquisitions Group nos Estados Unidos em 4 de agosto de 2009, como Fragments. É uma adaptação do romance Winged Creatures de Roy Freirich.

## Sinopse
Um grupo de estranhos adquire um relacionamento único após sobreviverem a um tiroteio em uma lanchonete de Los Angeles.

## Elenco
- Kate Beckinsale-Carla Davenport
- Forest Whitaker-Charlie Archenault
- Guy Pearce-Dr. Bruce Laraby
- Dakota Fanning-Anne Hagen
- Jeanne Tripplehorn-Doris Hagen
- Embeth Davidtz-Joan Laraby
- Troy Garity-Ron Abler
- Josh Hutcherson-Jimmy Jaspersen
- Jackie Earle Haley-Bob Jaspersen
- Robin Weigert-Lydia Jasperson
- Jennifer Hudson-Kathy Hammet

## Recepção
No agregador de críticas dos Estados Unidos, o Rotten Tomatoes, na pontuação onde a equipe do site categoriza as opiniões da  grande mídia e da mídia independente apenas como positivas ou negativas, o filme tem um índice de aprovação de 45% calculado com base em 31 comentários dos críticos. Por comparação, com as mesmas opiniões sendo calculadas usando uma média aritmética ponderada, a nota alcançada é 4,7/10 que é seguida do consenso dizendo que é "sensível, mas não perspicaz, Fragments reúne um conjunto da mesma forma que Crash fez, mas sem a gravidade."